# Haemogregarina roelofsi
Haemogregarina roelofsi is een soort in de taxonomische indeling van de Myzozoa, een stam van microscopische parasitaire dieren. Het organisme komt uit het geslacht Haemogregarina en behoort tot de familie Haemogregarinidae. Haemogregarina roelofsi werd in 1991 ontdekt door Hill & Hendrickson.